# Краснодарский комсомолец (сторожевой корабль)
СКР-94, с 12.10.1972 Краснодарский комсомолец, с 1984 F1616, с 1989  Zerai Deres — сторожевой корабль проекта 159А Черноморского флота (по классификации НАТО — Petya-II class frigate). Бортовой номер 833. Фрегат ВМС Эфиопии, базировался на острове Дахлак.

## Служба

### ВМФ СССР

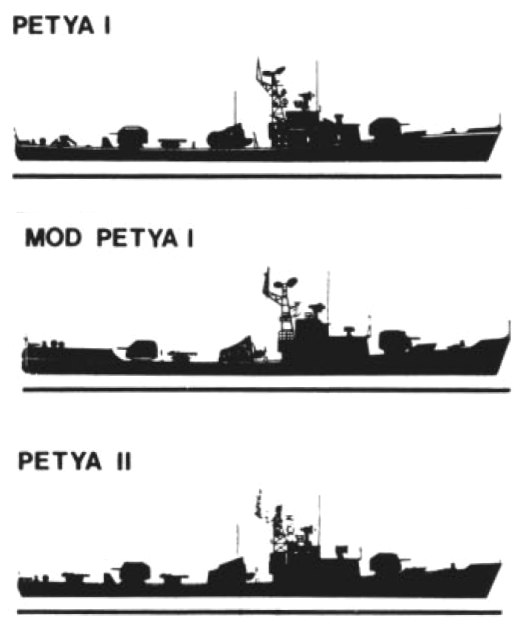
Таблица распознавания НАТО, 1987

Сторожевой корабль «СКР-94» проекта 159А был заложен 25 марта 1968 года на стапеле Прибалтийского ССЗ «Янтарь» в Калининграде (заводской номер 197) и 18 января 1969 года был зачислен в списки кораблей флота. Спущен на воду 22 октября 1969 года, вступил в строй 30 декабря 1969 года, 9 января 1970 года был включен в состав Черноморского флота. Совершил в мае-июне 1970 года межфлотский переход из Балтийска в Севастополь.
С 12 октября 1972 года был переименован в «Краснодарский комсомолец» с установлением шефства комсомольской организации Краснодарского края.
В 1970-х годах в составе 17-й бригады противолодочных кораблей в Крымской военно-морской базы на озере Донузлав.
В составе отряда с ракетным крейсером «Адмирал Головко» и эсминцем «Находчивый» в период с 3 по 7 августа 1972 года нанёс под флагом вице-адмирала Б. Е. Ямкового визит в Констанцу, Румыния.
15 сентября 1979 года был выведен из боевого состава, законсервирован и в Донузлаве поставлен на отстой. В 1983 году был расконсервирован и введен в строй.
21 июля 1983 года был продан ВМС Эфиопии. 12 августа 1983 года исключен из состава ВМФ СССР и 1 марта 1984 года был расформирован.

### ВМС Эфиопии
На эфиопских суда вместо пятитрубного торпедного аппарата были установлены установка залпового огня BM 21 MLRS для стрельбы по берегу, в носовой части установлена 50 мм автоматическая пушка М 2, около якорных цепей. В Эфиопию приведен на буксире. Переведён в порт Массауа, Эфиопия (ныне Эритрея). Позднее базировался в Асэб. Эксплуатировался первое время советскими специалистами. Имел обозначение F1616. В 1989 году переименован эфиопским командованием в «Zerai Deres» в честь эфиопского патриота. Во время конфликта с Эритреей покинул Дахлак в 1990 году, но был сильно повреждён силами Фронта освобождения Эритреи и затоплен в феврале 1990 года недалеко от острова Нокра.

## Командиры
- 1983 Локшин Г. И.
- 1984 Тисфай (Эфиопия)[6]

## Примечание
1. 1 2 3 4  Сторожевой корабль "СКР-94". Черноморский флот - информационный ресурс (2024). Дата обращения: 12 ноября 2024. Архивировано 13 ноября 2024 года.
2. ↑  Ракетный крейсер "Адмирал Головко". Черноморский флот - информационный ресурс (2024). Дата обращения: 12 ноября 2024. Архивировано 30 ноября 2024 года.
3. ↑  В счет государственных кредитов.
4. ↑  СТОРОЖЕВЫЕ КОРАБЛИ ТИПА СКР-21 Проект 159-А • Petya-II class. atrinaflot (7 ноября 2007). Дата обращения: 12 ноября 2024. Архивировано 7 ноября 2007 года.
5. ↑  Лёгкие фрегаты ZERAI DERES (1968-1969/1983-1984). Военно- морская энциклопедия (2024). Дата обращения: 12 ноября 2024. Архивировано 13 ноября 2024 года.
6. ↑  Розин Александр. 2.  СССР создает новый флот  Эфиопии // Горячее Красное море. ВМФ СССР в боях у берегов Эфиопии в 80-х – 90-х годах.